# إلياس هول
الياس هول (بالألمانية: Elias Holl) (و. 1573 – 1646 م) هو مهندس معماري ألماني، ولد في آوغسبورغ، وتوفي فيها، عن عمر يناهز 73 عاماً. كان أهم مهندسٍ معماري للعمارة في عصر النهضة الألمانية المتأخرة.